# Kostnica žrtev 1. svetovne vojne, Ljubljana
Kostnica žrtev 1. prve svetovne vojne (tudi Kostnica kranjskih Janezov) je kostnica, ki se nahaja na SV obrobju dela A Centralnega pokopališča Žale v Ljubljani. K stavbi sodi tudi peščena površina pred njo in robni zelenici. Na vsem tem območju so pokopavali umrle vojake prve svetovne vojne.
Načrt za zgradbo je kot svoje prvo večje samostojno delo, po zmagoviti natečajni rešitvi, naredil arhitekt Edo Ravnikar (Plečnikov učenec). Stavbo so zgradili na severovzhodni strani najstarejšega (A) dela Žal. Tam je že prej med različno označenimi vojaškimi grobovi stal kamnit Kip neznanega vojaka (delo kiparjev Svetoslava Peruzzija in Lojza Dolinarja), ki je bil posvečen žrtvam prve svetovne vojne. Valjasta kostnica je bila slovesno odprta decembra 1939.
Vanjo so premestili posmrtne ostanke 5.258 žrtev prve svetovne vojne in neposredno z njo povezanih konfliktov. Tu so shranjeni posmrtni ostanki pripadnikov Avstro-ogrske vojske, srbskih, ruskih in romunskih vojnih ujetnikov, judenburških upornikov, koroških borcev, preporodovcev,...
Sama nadstropna zgradba je eden najvišjih objektov na celotnem območju Žal in je valjaste oblike s premerom 14 m. Ima dve osnovni etaži (pritličje in obhodno prvo nadstropje z balkonom, ki se odpira proti odprtemu jedru valja). Pod pritličjem so grobnice z razdelki za kosti; večinoma razvrščenih glede na versko pripadnost umrlih. Dva nasproti stoječa vhoda sta v prvem nadstropju, poudarjena sta z dostopnima stopniščema. Na glavno, zahodno stopnišče so prestavili kip žalujočega vojaka - Kranjskega Janeza.
Večina posmrtnih ostankov je v posebnih podzemnih komorah, medtem ko se v pritličju nahajajo spominske plošče in sarkofagi judenburških žrtev. Zaradi slabega vzdrževanja in kraj pločevine s strehe je bila kostnica pogosto vlažna in v slabem stanju. Leta 2004 so izpeljali večja obnovitvena dela, s katerimi so preprečili nadaljnje razpadanje zgradbe. Knjiga s popisom pokopanih je shranjena v muzeju. 
28. septembra 1985 je bila z Odlokom o razglasitvi spomenikov revolucionarnega gibanja in narodnoosvobodilne vojne za zgodovinske spomenike, Ur. l. SRS, št. 31/85-1340 kostnica razglašena za zgodovinsko-kulturni spomenik.